# Arcy
Arcy (kiedyś Aristocracy) – polska organizacja e-sportowa, która została założona w 2002 roku. Sekcję posiada w grze Counter-Strike: Global Offensive.

## Counter-Strike: Global Offensive
W październiku 2002 roku CGL.red zmieniło nazwę na Aristocracy. W listopadzie tego samego roku Aristocracy zakwalifikowało się na World Cyber Games 2002, które rozgrywane były w Korei Południowej. W czerwcu 2003 roku organizacja pozyskała niemiecki skład, ale już po 12 dniach został rozwiązany. W kwietniu 2004 zespół połączył siły z SpecStar, tworząc Team Pentagram.
W maju 2019 roku Wiktor "TaZ" Wojtas stworzył od postaw skład Aristocracy, po tym jak jego zespół opuścił szeregi formacji devils.one. W czerwcu 2019 Aristocracy stało się częścią Codewise Gaming. W październiku tego samego roku Codewise Gaming zakończyło projekt, a Aristocracy zmieniło nazwę na Arcy. Drużyna została rozwiązana 14 stycznia 2020 roku. 

### Byli członkowie[7]
| Kraj   | Nick   | Imię i nazwisko           |
| ------ | ------ | ------------------------- |
| Polska | TaZ    | Wiktor Wojtas             |
| Polska | rallen | Karol Rodowicz            |
| Polska | mouz   | Mikołaj Karolewski        |
| Polska | MINISE | Jacek Jeziak              |
| Polska | NEO    | Filip Kubski (zmiennik)   |
| Polska | Dycha  | Paweł Dycha               |
| Polska | Loord  | Mariusz Cybulski (trener) |
| Polska | hades  | Olek Miskiewicz           |

### Osiągnięcia[8]
- 1. miejsce – ESL Mistrzostwa Polski 2019 Spring
- 3/4. miejsce – DreamHack Open Summer 2019
- 2. miejsce – Polska Liga Esportowa S5 Grupa Mistrzowska – Finals
- 7/8. miejsce – Good Game League 2019
- 3/4. miejsce – Games Clash Masters 2019
- 3. miejsce – LOOT BET Season 4
- 3/4. miejsce – ESL Mistrzostwa Polski – Fall 2019
- 3. miejsce – WESG 2019 East Europe
- 4. miejsce – Qi Banja Luka 2019